# Sozisa Dlamini de Suazilandia
El príncipe Sozisa Dlamini fue el Jefe de los Gundvwini. Se casó, entre otras, con LaNkambule (de la que únicamente tuvo hijas) teniendo varios hijos, entre otros:
- Príncipe Mangaliso Dlamini, su primogénito, Jefe de los Gundvwini desde el 2001.
- Príncipe Mqabango Dlamini, Magistrado en Nhlangano.

Después del nombramiento de Bhekimpi Dlamini como primer ministro, este hizo sustituir a la reina regente Dzeliwe por otra viuda de Sobhuza II, la Reina Reina Ntombi. Para ello el Príncipe Sozisa Dlamini fue nombrado Jefe del Estado interino desde 9 de agosto de 1983 hasta 18 de agosto de 1983, periodo en el que se escogió y eligió a la futura Indovuzaki. Sozisa nació en 1912 y murió en 1992.
| Predecesor: Reina Dzeliwe | Persona Autorizada 1983-1983 | Sucesor: Ntombi |

- Datos: Q7244245